# Focolaio (epidemiologia)

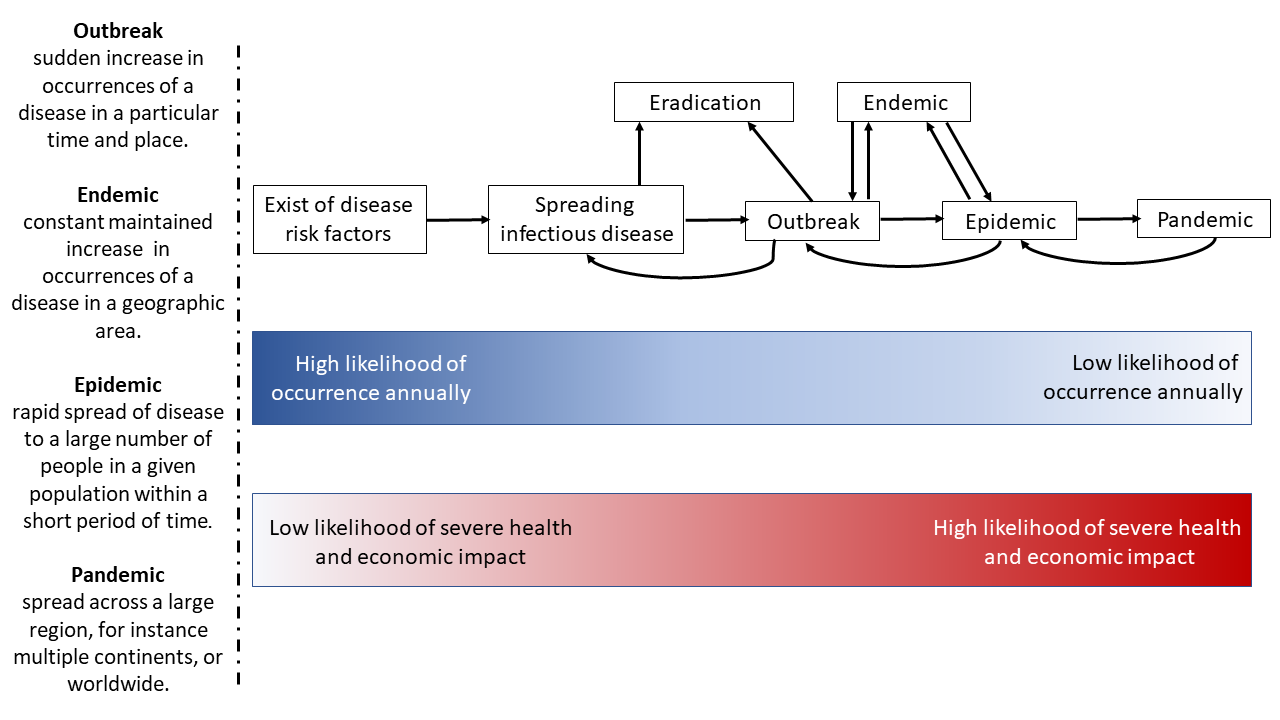
Differenza tra focolaio, endemia, epidemia e pandemia

In epidemiologia per focolaio si intende l'aumento, in un luogo o situazione circoscritto, dei casi di una determinata malattia.
Il termine è definito in base alla diffusione attesa della malattia: nel caso di una da tempo assente anche un singolo caso può costituire un focolaio, mentre per condizioni più diffuse è necessaria una diffusione particolarmente preoccupante.